# El amor World Tour
El Amor Tour es la décimo Segunda gira musical de la cantante mexicana Gloria Trevi, hecha para promover su Décimo álbum de estudio El Amor.
Pese al éxito de su gira De película Tour Gloria Trevi decidió dedicarse a este nuevo proyecto para mostrarles a sus fanes otra faceta de la cantante. Esta gira la convirtió en la latina más vendida de 2016 figurando en el puesto número 2 y 84, en ventas latinas y a nivel mundial respectivamente. Con dicha gira Gloria recaudó unos 30 millones de dólares y ganó 7.000.000$ millones.

## Antecedentes
El 19 de junio de 2015 fue el día donde Gloria Trevi finalizó su gira De película Tour, pero también lanzó sorpresivamente el vídeo Como yo te amo en donde ella aparecía vestida de hombre cantando de una forma diferente a la que conocemos de este éxito de Raphael. Días después, se lanza el vídeo de Las Pequeñas Cosas una canción de la cantante Amanda Miguel.
Después, Trevi confirma el álbum el amor en donde presenta a Mr. Trevi, Álter ego masculino de la cantante.
El álbum estaba confirmado para el día 21 de agosto, donde días después gloria confirma la gira el mismo día de estreno del álbum en los ángeles (California) en el  The Greek Thetre.
El Concierto Final del Tour será el 5 de mayo de 2017 en el Palenque de la Feria de San Marcos de Aguascalientes; para posteriormente dar inicio al Versus Tour junto a Alejandra Guzmán

## Promociones
- Argentina Gloria visitó este país en noviembre de 2015 después de 9 años Promocionando el álbum de estudio El Amor en el programa "La mesa esta Lista", y el 9 de noviembre participó en el Programa Tu cara Me suena cantando Todos Me Miran y Las Pequeñas cosas.
- España Visitó este País en octubre del 2015 promocionando su Álbum y hablando de un supuesto paralicé facial el cual ella Desmintió.Participó también del Programa Que tiempo Tan Feliz.
- Perú En octubre del 2015 visitó Perú para dar un show en el Jockey club, también participó del programa Al Aire Promocionando su show y su Álbum.
- Colombia Gloria Volvió a este país después de 5 Años de ausencia Promocionando su Álbum El Amor, y participando del Programa Buenos Días Colombia Y "Bailando con las Estrellas".

## Sinopsis del concierto
ETAPA 1:
Al inicio del show aparece una orquesta en el centro del escenario tocando éxitos de gloria como Mañana, Psicofonia, Horas Tranquilas, etc.
Luego aparece gloria vestida como Mr.Trevi y canta la canción Cama Y Mesa después canta la canción Como yo te amo.
Después de eso gloria se presenta como Mr.Trevi y canta un Popurrí de Un día más de vida/Ella que nunca fue y tu ángel de la guarda luego gloria le habla al público y canta Pruebamelo y después canta frente a un espejo la canción ahora Quien y después invita a una mujer al escenario para cantar Ese hombre es Malo luego gloria se despide cantando las canciones Te quiero y El amor después del amor.
Un violinista de la banda sale tocando una melodía para presenta la canción Las pequeñas Cosas para después ser Mss. gloria y cantar las canciones Tu y yo,No querías lastimarme,Me siento tan sola,"Desahogo",Hoy me iré de casa, 5 minutos en un estilo de Jazz y Como si fuera la primera vez después gloria canta un popurrí de clásicos y para finalizar canta El Amor.
En la primera fase del tour Gloria cantaba la canción Que voy a hacer sin el y Que Muera el Amor pero el día 30 de enero en Monterrey Gloria quitó estas canciones Pero nadie sabe porque. Después Gloria canta las canciones de un popurrí (Pelo suelto,Los borregos,La noche,Me río de ti y Dr. psiquiatra) y para finalizar el show gloria canta Inmortal.
El día 8 de abril de 2016 Gloria lanza el vídeo de Inmortal grabado en vivo en su concierto en Monterrey.
ETAPA 2:
Al inicio del show aparece una orquesta en el centro del escenario tocando éxitos de gloria como Mañana, Psicofonia, Horas Tranquilas, etc.
Luego aparece gloria vestida como Mr.Trevi y canta la canción Cama Y Mesa después canta la canción Como yo te amo.
Después de eso Gloria se presenta como Mr.Trevi y canta Mi gran noche un éxito de Raphael mezclado con La Noche un éxito de la cantante, luego gloria le habla al público y canta frente a un espejo la canción Y Ahora Quien después invita a una mujer al escenario para bailar con ella la canción Ese hombre es Malo luego gloria se despide cantando las canciones Perdóname y El amor después del amor.
Un violinista de la banda sale tocando una melodía para presenta la canción Las pequeñas Cosas para después ser Mss. gloria y cantar las canciones Tu y yo,No querías lastimarme en acústico y Me siento tan sola después gloria canta un popurrí de clásicos Románticos y para finalizar canta El Amor.
Después aparece Gloria Trevi cantando pelo Suelto, para seguir canta las canciones de un popurrí de éxitos que incluye Pruebamelo,Me rio de Ti,Gloria y 5 Minutos. Dimelo al revés es la canción que sigue después de este medley. Para que la gente recuerde Gloria canta el Último medley que incluye Los borregos,Zapatos Viejos,La Papa sin Catsup y Dr. psiquiatra, después de eso Gloria se despide cantando su éxito "Todos me Miran" y para finalizar el show gloria canta Inmortal.

## DVD+CD en vivo
El disco en vivo se confirmó a finales de abril y fue lanzado el 10 de junio con 2 temas inéditos de la cantante llamados Dímelo al revés y Quitame la ropa. El Disco se llama Inmortal y es vendido a través de Itunes, tiendas digitales y tiendas comerciales a través del Mundo.
Tiene 2 versiones así mismo lo confirmó Gloria Trevi en su Twitter respondiéndole a un fan sobre eso.
Esta es la lista de canciones que viene en el DVD Deluxe de (USA), incluyeron todas las canciones del show.
1. Intro
2. Cama y Mesa
3. Como yo te amo
4. Un día Más de vida/Ella que nunca Fue Ella/Tu ángel de la Guarda
5. Pruebamelo
6. Y ahora quien
7. Ese hombre es Malo
8. Te quiero/Como Nace el Universo
9. El amor después del Amor
10. Las Pequeñas Cosas
11. I will survives/Todos me Miran
12. Tu y Yo
13. No querías Lastimarme
14. Me siento tan Sola
15. Desahogo
16. Hoy me iré de Casa
17. 5 Minutos
18. Como si Fuera el La Primera vez
19. El recuento de los Daños/ Con los ojos Cerrados/ Vestida de Azúcar/ El Favor de la Soledad
20. El Amor
21. Pelo suelto/Los borregos/La noche/Me río de ti/Dr.Psiquiatra
22. Inmortal
23. Quitame la Ropa
24. Dímelo al Revés

En el (DVD) versión de México tiene el mismo repertorio pero la diferencia es que este disco incluye CD + DVD.
Incluye el show completo en Video.
En Pocos días el Disco se integró a la lista Billboard Latin y ya esta en la posición #1 de los discos más Vendidos. Logrando después el disco de oro en México
Dímelo al revés canción inédita incluida en el disco Inmortal en vivo, la cual tiempo después certificó disco de oro en México por 30.000 copias vendidas, fue compuesta por Gloria Trevi/Juan Carlos García/América Jiménez

## Repertorio
| El Amor Tour - Primera fase 2015 |
| --- |
| Setlist 1 1. Cama y Mesa 2. Como yo te Amo 3. Un día Más de vida/ Ella que nunca Fue/ Tu ángel de la Guarda 4. Pruebamelo 5. Y ahora quien 6. Ese hombre es Malo 7. Te quiero/Como Nace el Universo 8. El amor después del Amor ..CAMBIO... 1. Las Pequeñas Cosas 2. I will survives/Todos me Miran ...CAMBIO... 1. Tu y Yo 2. No querías Lastimarme 3. Me siento tan Sola 4. Desahogo 5. Hoy me iré de Casa 6. 5 Minutos 7. Que muera el Amor 8. Como si Fuera el La Primera vez 9. El recuento de los Daños/ Con los ojos Cerrados/ Vestida de Azúcar/ El Favor de la Soledad 10. El Amor ...CAMBIO... 1. Que voy a hacer sin el 2. Pelo suelto/ Los borregos/ La noche/ Me río de ti/ Dr.Psiqiatra 3. Inmortal |

| El Amor Tour - Primera fase 2016 |
| --- |
| Setlist 2 1. Cama y Mesa 2. Como yo te Amo 3. Un día Más de vida/ Ella que nunca Fue/ Tu ángel de la Guarda 4. Pruebamelo 5. Y ahora quien 6. Ese hombre es Malo 7. Te quiero/Como Nace el Universo 8. El amor después del Amor ...CAMBIO... 1. Las Pequeñas Cosas 2. I will survives/Todos me Miran ..CAMBIO... 1. Tu y Yo 2. No querías Lastimarme 3. Me siento tan Sola 4. Hoy me iré de Casa 5. 5 Minutos 6. Como si Fuera el La Primera vez 7. El recuento de los Daños/ Con los ojos Cerrados/ Vestida de Azúcar/ El Favor de la Soledad 8. El Amor ...CAMBIO... 1. Pelo suelto/ Los borregos/ La noche/ Me río de ti/ Dr.Psiquiatra 2. Inmortal |

| El Amor Tour - Segunda fase 2016 |
| --- |
| Setlist 3 1. Cama y Mesa 2. Como yo te Amo 3. Mi Gran Noche/La Noche 4. Y ahora quien 5. Ese hombre es Malo 6. Perdoname 7. El amor después del Amor ...CAMBIO... 1. Las Pequeñas Cosas 2. I will survives/Todos me Miran ..CAMBIO... 1. Tu y Yo 2. No querías Lastimarme 3. Me siento tan Sola 4. El recuento de los Daños/ Con los ojos Cerrados/ Vestida de Azúcar/ El Favor de la Soledad 5. El Amor ...CAMBIO... 1. Pelo suelto 2. Pruebamelo/Me Río de Ti/Gloria/Cinco Minutos 3. Dímelo al Revés 4. Los Borregos/Zapatos Viejos/La Papa sin Catsup/Dr. Psiquiatra 5. Todos me Miran 6. Inmortal |

## Fechas
| Norte América            |                                |                      |                                                |
| 21 de agosto de 2015     | Los Ángeles                    | Estados Unidos       | The greek Theatre                              |
| 22 de agosto de 2015     | San José                       | Estados Unidos       | City national Civic                            |
| 23 de agosto de 2015     | Modesto                        | Estados Unidos       | Gallo Center For the Arts                      |
| 11 de septiembre de 2015 | McAllen                        | Estados Unidos       | State Farm Arena                               |
| 12 de septiembre de 2015 | Laredo                         | Estados Unidos       | Laredo Energy Area                             |
| 18 de septiembre de 2015 | Houston                        | Estados Unidos       | Bayou Music Center                             |
| 20 de septiembre de 2015 | Dallas                         | Estados Unidos       | Verizon Theatre at Grand prairie               |
| 20 de septiembre de 2015 | Austin                         | Estados Unidos       | El coliseo                                     |
| 25 de septiembre de 2015 | Indio                          | Estados Unidos       | Fantasy spring resort And Casino               |
| 9 de octubre de 2015     | Odessa                         | Estados Unidos       | La hacienda Event Center                       |
| 10 de octubre de 2015    | San Antonio                    | Estados Unidos       | Lila Cockrell Theatre                          |
| 18 de octubre de 2015    | Fresno                         | Estados Unidos       | Paul Raul theatre at big fresno Fair           |
| 23 de octubre de 2015    | Santa Rosa                     | Estados Unidos       | Wells fargo Center of the Arts                 |
| 24 de octubre de 2015    | Reno                           | Estados Unidos       | The grande expo at silver Legacy Resort Casino |
| 26 de octubre de 2015    | Costa Mesa                     | Estados Unidos       | OC fair & vent Center 'L Festival'             |
| Sudamérica               |                                | Estados Unidos       |                                                |
| 29 de octubre de 2015    | Lima                           | Perú                 | Jockey Club                                    |
| 30 de octubre de 2015    | Santiago                       | Chile                | Ovalo sun Monticello                           |
| Norte América            |                                |                      |                                                |
| 5 de noviembre de 2015   | Temecula                       | Estados Unidos       | Pauma casino                                   |
| 6 de noviembre de 2015   | Phoenix                        | Estados Unidos       | Comerica Theatre                               |
| 7 de noviembre de 2015   | El Paso                        | Estados Unidos       | El Coliseo                                     |
| Centro América           |                                |                      |                                                |
| 14 de noviembre de 2015  | San Juan                       | Puerto Rico          | Centro de Bellas Artes                         |
| 18 de noviembre de 2015  | Santo Domingo                  | República Dominicana | Teatro La Fiesta                               |
| 20 de noviembre de 2015  | Managua                        | Nicaragua            | Parqueo El Chaman                              |
| 28 de noviembre de 2015  | Guatemala                      | Guatemala            | Futeca, Cardales de Cayala                     |
| Norte América            |                                |                      |                                                |
| 5 de diciembre de 2015   | Chicago                        | Estados Unidos       | Corpinecus theatre                             |
| 30 de enero de 2016      | Monterrey                      | México               | Arena Monterrey                                |
| 4 de febrero de 2016     | León                           | México               | Palenque de La Feria                           |
| 6 de febrero de 2016     | Mérida                         | México               | Carnaval de Mérida                             |
| 12 de febrero de 2016    | Queretaro                      | México               | Auditorio Josefa O. de Domínguez               |
| 13 de febrero de 2016    | Ciudad de México               | México               | Arena Ciudad de México                         |
| 19 de febrero de 2016    | Morelia                        | México               | Monumental Plaza de Toros                      |
| 20 de febrero de 2016    | Frontera                       | México               | Carnaval de frontera 2016                      |
| 26 de febrero de 2016    | Puebla                         | México               | Auditorio CCU                                  |
| 27 de febrero de 2016    | Guadalajara                    | México               | Auditorio Telmex                               |
| 5 de marzo de 2016       | Aguascalientes                 | México               | Paleque de la feria                            |
| 19 de marzo de 2016      | Tequesquitengo                 | México               | Jardines de mexico                             |
| 1 de abril de 2016       | Feria Internacional de Texcoco | México               | Palenque de la feria                           |
| 22 de abril de 2016      | Puebla                         | México               | Palenque de puebla                             |
| 23 de abril de 2016      | Tepatitlan                     | México               | Palenque de Tepatitlan                         |
| 29 de abril de 2016      | Veracruz                       | México               | Auditorio Benito Juárez                        |
| 30 de abril de 2016      | Cozumel                        | México               | Teatro del Pueblo                              |
| 6 de mayo de 2016        | Aguascalientes                 | México               | Paleque de la feria                            |
| 7 de mayo de 2016        | San Luis Potosí                | México               | palenque de la Feria Nacional Potosina         |
| 12 de mayo de 2016       | Hermosillo                     | México               | Palenque de la Feria                           |
| 13 de mayo de 2016       | Obregon                        | México               | Palenque de Obregon                            |
| 20 de mayo de 2016       | Monterrey                      | México               | Dome care                                      |
| 21 de mayo de 2016       | Monterrey                      | México               | Dome care                                      |
| 27 de mayo de 2016       | Puebla                         | México               | Plaza la Victoria                              |
| 28 de mayo de 2016       | Ciudad Juarez                  | México               | palenque Ciudad juarez                         |
| 29 de mayo de 2016       | Chihuahua                      | México               | Teatro del Pueblo                              |
| 2 de junio de 2016       | Mérida                         | México               | El coliseo Yucatán                             |
| 16 de junio de 2016      | Gómez Palacio                  | México               | Palenque "Vicente Fernández"                   |
| 9 de julio de 2016       | Ensenada                       | México               | Estero Beach Hotel & Resort                    |
| Etapa 2                  |                                |                      |                                                |
| 15 de julio de 2016      | Guadalajara                    | México               | Auditorio Telmex                               |
| 16 de julio de 2016      | Ciudad de México               | México               | Arena Ciudad de México                         |
| 22 de julio de 2016      | Irapuato                       | México               | Inforum de Irapuato                            |
| 23 de julio de 2016      | Ciudad del Carmen              | México               | Domo del Mar                                   |
| 24 de julio de 2016      | Acapulco                       | México               | Mundo Imperial                                 |
| 6 de agosto de 2016      | Durango                        | México               | Feria Nacional Durango                         |
| 19 de agosto de 2016     | Tulancingo                     | México               | Palenque de Tulancingo                         |
| 23 de agosto de 2016     | Fresnillo                      | México               | Mega Foro Victoria                             |
| 13 de septiembre de 2016 | Tabasco                        | México               | Teatro del Pueblo                              |
| 14 de septiembre de 2016 | Coahuila                       | México               | Teatro del Pueblo                              |
| 17 de septiembre de 2016 | Las Vegas                      | Estados Unidos       | The Chelsea at the Cosmopolitan                |
| 18 de septiembre de 2016 | Paso Robles                    | Estados Unidos       | Vina Robles Ampitheatre                        |
| 22 de septiembre de 2016 | Santa Bárbara                  | Estados Unidos       | Arlington Theatre                              |
| 23 de septiembre de 2016 | Phoenix                        | Estados Unidos       | Celebrity Theatre                              |
| 24 de septiembre de 2016 | Tucson                         | Estados Unidos       | Desert Diamond Casino                          |
| 30 de septiembre de 2016 | San José                       | Estados Unidos       | City National Civic                            |
| 1 de octubre de 2016     | Modesto                        | Estados Unidos       | Gallo Center for the arts                      |
| 2 de octubre de 2016     | Costa Mesa                     | Estados Unidos       | Segerstorm Center for the Arts                 |
| 6 de octubre de 2016     | Nueva York                     | Estados Unidos       | United Palace Theatre                          |
| 7 de octubre de 2016     | Milwaukee                      | Estados Unidos       | The Riverside Theatre                          |
| 8 de octubre de 2016     | Chicago                        | Estados Unidos       | Rosemont Theatre                               |
| 14 de octubre de 2016    | Tijuana                        | México               | Plaza de toros                                 |
| 15 de octubre de 2016    | Mexicali                       | México               | Palenque Mexicali                              |
| 21 de octubre de 2016    | Pachuca                        | México               | Palenque de Pachuca                            |
| 4 de noviembre de 2016   | Tampico                        | México               | ExpoTampico                                    |
| 5 de noviembre de 2016   | Tlaxcala                       | México               | Palenque de La Feria                           |
| 16 de noviembre de 2016  | San Antonio                    | Estados Unidos       | Aztec Theatre                                  |
| 17 de noviembre de 2016  | Laredo                         | Estados Unidos       | Laredo Civic Center                            |
| 18 de noviembre de 2016  | El Paso                        | Estados Unidos       | Abraham Chavez Theatre                         |
| 19 de noviembre de 2016  | McAllen                        | Estados Unidos       | State Farm Arena                               |
| 20 de noviembre de 2016  | Cd. Victoria                   | México               | Teatro del Pueblo De la Feria                  |
| 24 de noviembre de 2016  | Culiacan                       | México               | Palenque de Culiacan                           |
| 26 de noviembre de 2016  | Toluca                         | México               | Teatro Morelos / 6:00PM                        |
| 26 de noviembre de 2016  | Toluca                         | México               | Teatro Morelos / 9:00PM                        |
| 3 de diciembre de 2016   | Orizaba                        | México               | Plaza de Toros "La concordia"                  |
| 8 de diciembre de 2016   | Queretaro                      | México               | Palenque de la Feria Ganadera                  |
| 30 de diciembre de 2016  | Acapulco                       | México               | Mega Feria Imperial                            |
| 31 de diciembre de 2016  | Tlalnepantla                   | México               | Estado de México                               |
| 15 de enero de 2017      | Chiapas                        | México               | Masivo de la Expo Feria                        |
| 2 de febrero de 2017     | Leon                           | México               | Palenque de la Feria                           |
| 25 de febrero de 2017    | Mazatlán                       | México               | Estadio Teodoro Mariscal                       |
| 28 de febrero de 2017    | Playa del Carmen               | México               | Carnaval                                       |
| 3 de marzo de 2017       | Morelos                        | México               | Carnaval                                       |
| 18 de marzo de 2017      | Tapachula                      | México               | Palenque de gallos de la feria                 |
| 25 de marzo de 2017      | Tabasco                        | México               | Teatro del Pueblo                              |

- Datos: Q25407192